# Tarachodes rotundiceps
Tarachodes rotundiceps es una especie de mantis de la familia Tarachodidae.

## Distribución geográfica
Se encuentra en Gabón, Camerún y Congo.